# Discografia Miei Braia
Discografia cântăreței Mia Braia cuprinde numeroase apariții (ebonite, viniluri, CD-uri, DVD-uri) ce prezintă înregistrări efectuate la casa de discuri Electrecord în perioada 1936-1979 în București. 

## Discuri Cristal / Electrecord
| An   | Număr de catalog                                                                                    | Format                   | Piese | Acompaniament |
| 1936 | 1035                                                                                                | shellac, 25 cm, 78 RPM   | Nu-ți pare rău când vezi că plâng | Orch. Teatrului Alhambra, dir. Ion Vasilescu                                                                                                   |
| 1936 | 1044                                                                                                | shellac, 25 cm, 78 RPM   | Pentru bani! | orchestra Ionel Cristea |
| 1937 | 1100                                                                                                | shellac, 25 cm, 78 RPM   | Hai acasă puișor (duet cu P. Alexandru) | Orchestra „Cristal”, dirijor Gerd Willnow |
| 1937 | 1101                                                                                                | shellac, 25 cm, 78 RPM   | Am adormit în zori plângând | Orchestra „Cristal”, dirijor Gerd Willnow |
| 1937 | 1109                                                                                                | shellac, 25 cm, 78 RPM   | Glasul roților de tren | orchestra Vasile Julea |
| 1937 | 1110                                                                                                | shellac, 25 cm, 78 RPM   | Tudorică din Buzău | orchestra Vasile Julea |
| 1937 | 1111                                                                                                | shellac, 25 cm, 78 RPM   | De-ar fi noaptea cât mai lungă | orchestra Vasile Julea |
| 1937 | 1112                                                                                                | shellac, 25 cm, 78 RPM   | Tudorel | orchestra Vasile Julea |
| 1937 | 1113                                                                                                | shellac, 25 cm, 78 RPM   | Plânge marea | Orchestra „Cristal”, dirijor Gerd Willnow |
| 1937 | 1114                                                                                                | shellac, 25 cm, 78 RPM   | Când pisica nu-i acasă | Orchestra „Cristal”, dirijor Gerd Willnow |
| 1937 | 1126                                                                                                | shellac, 25 cm, 78 RPM   | Plâng iubirea pierdută | Orchestra „Cristal”, dirijor Gerd Willnow |
| 1937 | 1128                                                                                                | shellac, 25 cm, 78 RPM   | Norocul l-am pierdut pe drum | Orchestra „Cristal”, dirijor Gerd Willnow |
| 1937 | 1134                                                                                                | shellac, 25 cm, 78 RPM   | Dragostea e un copil ce se leagănă | orchestra Petre Moțoi |
| 1937 | 1138                                                                                                | shellac, 25 cm, 78 RPM   | Reverie | Orchestra „Cristal”, dirijor Gerd Willnow |
| 1937 | 1140                                                                                                | shellac, 25 cm, 78 RPM   | De ce zâmbești | Orchestra „Cristal”, dirijor Gerd Willnow |
| 1937 | 1148                                                                                                | shellac, 25 cm, 78 RPM   | Ionel, Ionelule; M-a urât Gheorghiță-al meu | orchestra Costică Tandin |
| 1937 | 1151                                                                                                | shellac, 25 cm, 78 RPM   | Dela mine-a treia casă Ioane, Ioane | orchestra Costică Tandin |
| 1937 | 1152                                                                                                | shellac, 25 cm, 78 RPM   | Fă Lenuță sprâncenată | orchestra Costică Tandin |
| 1937 | 1154                                                                                                | shellac, 25 cm, 78 RPM   | Îți cer iertare c-am plecat | orchestra Costică Tandin |
| 1937 | 1167                                                                                                | shellac, 25 cm, 78 RPM   | Fă-ți un nod la batistă | Orchestra „Cristal”, dirijor Gerd Willnow |
| 1937 | 1170                                                                                                | shellac, 25 cm, 78 RPM   | Banule, bănuțule | orchestra Costică Tandin |
| 1937 | 1171                                                                                                | shellac, 25 cm, 78 RPM   | Stau la poartă și-aștept poștașul | orchestra Costică Tandin |
| 1937 | 1174                                                                                                | shellac, 25 cm, 78 RPM   | Pune-ți pălăria pe o parte Șterge-ți ochișorii, păpușico | orchestra Costică Tandin |
| 1938 | 1203                                                                                                | shellac, 25 cm, 78 RPM   | Ține caii Nicolae | orchestra Costică Tandin |
| 1938 | 1213                                                                                                | shellac, 25 cm, 78 RPM   | Mi-e sufletul pustiu (tango) | orchestra Frații Stănescu |
| 1938 | 1246                                                                                                | shellac, 25 cm, 78 RPM   | Tango nocturno | Orchestra „Cristal”, dirijor Gerd Willnow |
| 1938 | 1249                                                                                                | shellac, 25 cm, 78 RPM   | 1. Vecinico nu fii rea (duet cu P. Alexandru) 2. Țac, țac, țac [Morărița] | Orchestra „Cristal”, dirijor Gerd Willnow (1) orchestra Costică Tandin (2)                                                                     |
| 1938 | 1257                                                                                                | shellac, 25 cm, 78 RPM   | Mi-am pus busuioc în păr | orchestra Jean Sibiceanu |
| 1938 | 1259                                                                                                | shellac, 25 cm, 78 RPM   | Habar n'ai tu | orchestra Jean Sibiceanu |
| 1939 | 1289                                                                                                | shellac, 25 cm, 78 RPM   | Mi te-ai lipit de suflet Îți scriu a doua oară | orchestra Costică Tandin |
| 1939 | 1290                                                                                                | shellac, 25 cm, 78 RPM   | În micul orășel uitat de lume Îți mulțumesc! | orchestra Costică Tandin |
| 1939 | 1293                                                                                                | shellac, 25 cm, 78 RPM   | Du-te la călugărie | orchestra Costică Tandin |
| 1939 | 1321                                                                                                | shellac, 25 cm, 78 RPM   | Te rog (duet cu P. Alexandru) | orchestra Gerd Willnow |
| 1939 | 1323                                                                                                | shellac, 25 cm, 78 RPM   | Ai plecat... | orchestra Gerd Willnow |
| 1939 | 1324                                                                                                | shellac, 25 cm, 78 RPM   | Tu nu știi ce mult am plâns | orchestra Gerd Willnow |
| 1939 | 1326                                                                                                | shellac, 25 cm, 78 RPM   | Dacă te-ai gândi la mine | orchestra Gerd Willnow |
| 1956 | EPA 2136                                                                                            | shellac, 25 cm, 78 RPM   | 1. De ți-ar spune poarta ta 2. Amintiri | orchestra Gerd Willnow |
| 1956 | EPA 2138                                                                                            | shellac, 25 cm, 78 RPM   | 1. De ce nu vii?; 2. Iubite de departe-ți scriu | O.M.P.R., dirijori: Ionel Banu (1), Ionel Budișteanu (2)                                                                                       |
| 1956 | EPA 2239                                                                                            | shellac, 25 cm, 78 RPM   | Din cioburi de iubire Laura | O.M.P.R., dirijor Ionel Budișteanu |
| 1956 | EPA 2240                                                                                            | shellac, 25 cm, 78 RPM   | Somnoroase păsărele Ce te legeni codrule? | O.M.P.R., dirijor Ionel Banu |
| 1956 | EPA 2243                                                                                            | shellac, 25 cm, 78 RPM   | Vioara | O.M.P.R., dirijor Ionel Banu |
| 1956 | EPC 101                                                                                             | vinil, 17 cm, 33 RPM     | 1. Somnoroase păsărele 2. Iubite de departe-ți scriu | O.M.P.R., dirijori: Ionel Banu (1), Ionel Budișteanu (2)                                                                                       |
| 1957 | EPD 11                                                                                              | vinil, LP, 25 cm, 33 RPM | 7. Amintiri | O.M.P.R., dirijor Victor Predescu |
| 1957 | EPD 12                                                                                              | vinil, LP, 25 cm, 33 RPM | 8. De ce nu vii? | O.M.P.R., dirijor Ionel Banu |
| 1959 | EPA 2648                                                                                            | shellac, 25 cm, 78 RPM   | De ți-am greșit îți cer iertare | Orchestra Electrecord, dirijor Nicu Stănescu                                                                                                   |
| 1959 | EPA 2649                                                                                            | shellac, 25 cm, 78 RPM   | Steluța | Orchestra Electrecord, dirijor Nicu Stănescu                                                                                                   |
| 1959 | EPA 2650                                                                                            | shellac, 25 cm, 78 RPM   | Trubadurul | Orchestra Electrecord, dirijor Nicu Stănescu                                                                                                   |
| 1959 | EPC 160 Romanțe                                                                                     | vinil, 17 cm, 33 RPM     | 1. Steluța 4. De ți-am greșit îți cer iertare | Orchestra Electrecord, dirijor Nicu Stănescu                                                                                                   |
| 1962 | EPD 72                                                                                              | vinil, LP, 25 cm, 33 RPM | 1. Trubadurul | Orchestra Electrecord, dirijor Nicu Stănescu                                                                                                   |
| 1963 | EPC 410                                                                                             | vinil, 17 cm, 33 RPM     | 3. Din cioburi de iubire 4. Ciobănaș cu trei sute de oi | O.M.P.R., dirijor Ionel Budișteanu (3) orchestra Nicușor Predescu (4)                                                                          |
| 1965 | EPC 589                                                                                             | vinil, 17 cm, 33 RPM     | 1. Nu-mi pare rău că-mbătrânesc 2. Vioara 3. Ultima mea scrisoare 4. Amintiri | orchestra Gică Rădulescu |
| 1965 | EDD 1088 Recital Mia Braia                                                                          | vinil, LP, 25 cm, 33 RPM | 1. De ce nu vii când castanii înfloresc 2. Să nu ne despărțim 3. Când felinarele se-aprind 4. Sub balcon eu ți-am cântat o serenadă 5. Pentru tine am plâns 6. Vrei să ne-ntâlnim sâmbătă seară 7. Azi noapte te-am visat 8. Țărăncuță, țărăncuță | orchestra Gică Rădulescu |
| 1967 | EDC 854 Romanțe                                                                                     | vinil, 17 cm, 33 RPM     | 1. De ți-ar spune poarta ta 2. Din ochii care-au plâns vreodată 3. Te-aștept pe-același drum 4. Scrisoare de amor | orchestra Gaston Ursu |
| 1969 | 45-EDC 10.075 Melodii de Ion Vasilescu                                                              | vinil, 17 cm, 45 RPM     | 1. La fereastra unde doarme o pisică 2. Poveste de amor 3. Cel din urmă tango 4. Să nu ne pierdem vremea supărați | orchestra Fane Țăranu duet cu Petre Alexandru (1, 4)                                                                                           |
| 1971 | EPE 0540 Romanțe Reeditare : EPC 160 (1, 2), EPC 589 (3, 4, 9, 10), EDC 854 (5, 6, 8), EPC 410 (7). | vinil, LP, 30 cm, 33 RPM | 1. Steluța 2. De ți-am greșit îți cer iertare 3. Vioara 4. Amintiri 5. De ți-ar spune poarta ta 6. Te-aștept pe-același drum 7. Ciobănaș cu trei sute de oi 8. Scrisoare de amor 9. Ultima mea scrisoare 10. Nu-mi pare rău că-mbătrânesc         | Orchestra „Electrecord”, dirijor Nicu Stănescu (1, 2) Orchestrele : Gică Rădulescu (3, 4, 9, 10), Gaston Ursu (5, 6, 8), Nicușor Predescu (7). |
| 1979 | STM-EPE 01579 Romanțe II                                                                            | vinil, LP, 30 cm, 33 RPM | 1. Bate ceasul 2. Mama 3. Ai și venit la mine toamnă 4. Dorul meu a-nebunit 5. De profundis 6. Nu se poate 7. Nu ne-am iubit 8. Pentru prima oară-n viața mea iubesc 9. Romanța celei care minte 10. Vă las cântecele mele                        | orchestra Gherase Puică |

## Editions Mioritza
| An   | Număr de catalog             | Format                   | Piese | Acompaniament                   |
| 1982 | 66.22712 Romanțe și tangouri | vinil, LP, 30 cm, 33 RPM | 1. Violettera 2. De dragul tău 3. La geamul tău luminat 4. N-ai să știi niciodată 5. Te quiero 6. De ți-am greșit, îți cer iertare! 7. Scrisoare de amor 8. Nu ne-am iubit 9. Trubadurul 10. Iubite, de departe-ți scriu 11. Vioara 12. Poveste de amor | orchestra Ștefan Chiriță-Țăranu |